# Gaja-la-Selve
Gaja-la-Selve (okzitanisch: Gajan de la Selva) ist eine Gemeinde mit 136 Einwohnern (Stand: 1. Januar 2022) im Westen des Départements Aude in der südfranzösischen Region Okzitanien (vor 2016: Languedoc-Roussillon). Die Gemeinde gehört zum Arrondissement Carcassonne und zum Kanton La Piège au Razès. Die Einwohner werden Gajanais genannt.

## Lage
Gaja-la-Selve liegt etwa 32 Kilometer westlich von Carcassonne. Der Vixiège begrenzt die Gemeinde im Süden. Umgeben wird Gaja-la-Selve von den Nachbargemeinden Saint-Amans im Norden, Generville im Norden und Nordosten, Cazalrenoux im Osten, Ribouisse im Süden, Lafage im Süden und Südwesten, Cahuzac im Westen, Pech-Luna im Westen und Nordwesten sowie Mayreville im Nordwesten.

## Bevölkerungsentwicklung
| Jahr                       | 1962 | 1968 | 1975 | 1982 | 1990 | 1999 | 2006 | 2019 |
| Einwohner                  | 153  | 127  | 110  | 129  | 133  | 126  | 160  | 138  |
| Quellen: Cassini und INSEE |      |      |      |      |      |      |      |      |

## Sehenswürdigkeiten
- Kirche Saint-Martin
- Schloss Las Courtines
- Schloss Saint-Sauveur